# Kostel svatého Bartoloměje (Hodějice)
Kostel svatého Bartoloměje v Hodějicích je římskokatolický kostel zasvěcený sv. Bartoloměji. Je filiálním kostelem farnosti Slavkov u Brna.

## Historie

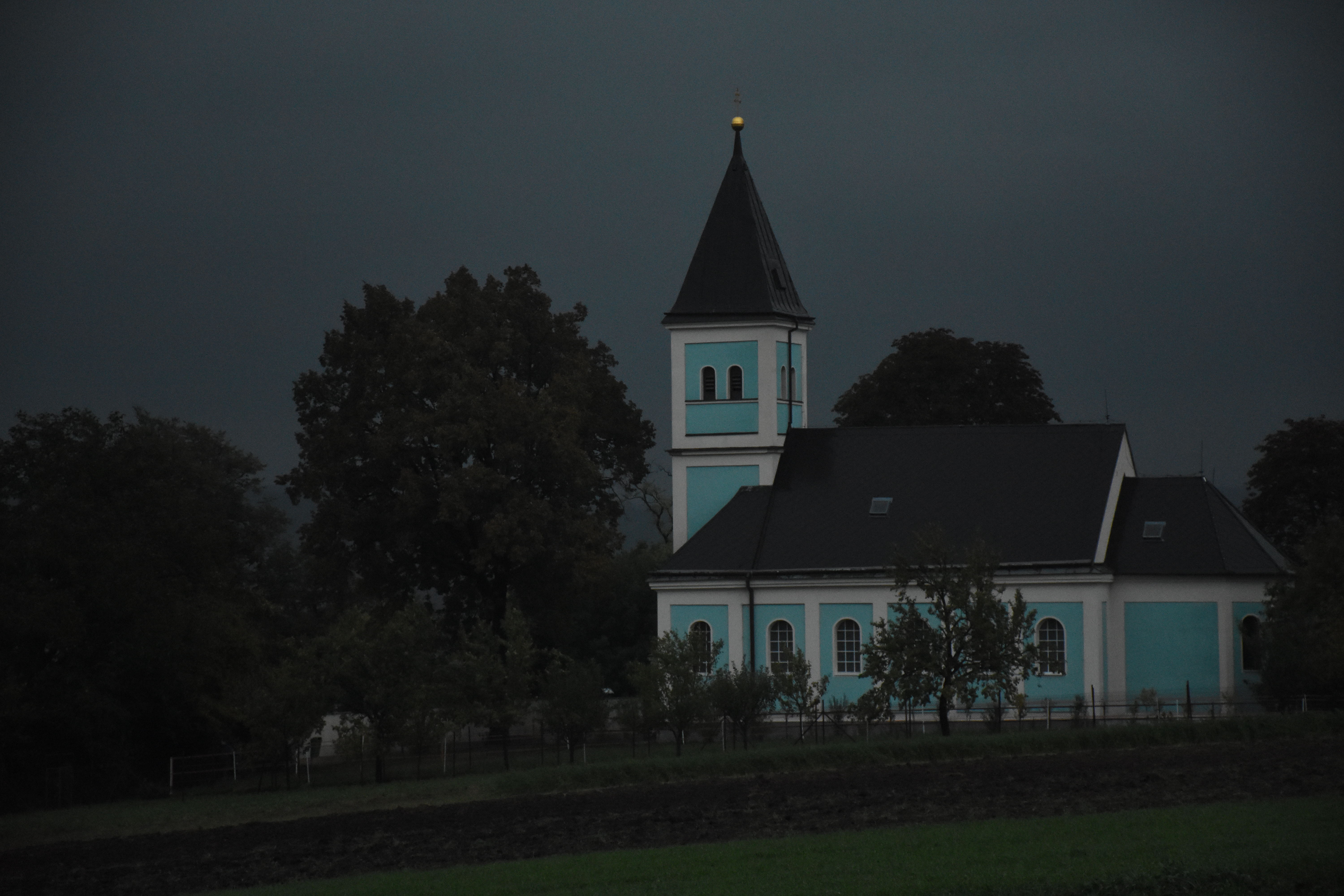
Pohled na kostel zboku

Kostel byl vystavěn mezi lety 1882–1884. V 70. letech 20. století byl chrám rozšířen. Roku 2000 byly pořízeny nové lavice. V roce 2002 byla opravena fasáda a střecha kostela. Roku 2012 bylo do kněžiště instalováno nové vybavení. Dne 26. října 2012 byl kostel s jeho novým vybavením slavnostně znovuvysvěcen tehdejším brněnským biskupem Vojtěchem Cikrlem.

## Vybavení
V kněžišti se nachází nový oltářní stůl, ambon a svatostánek z roku 2012 od umělce Milivoje Husáka. Nad svatostánkem visí oltářní obraz sv. Bartoloměje. Na kůru v zadní části kostela se nacházejí nové varhany, požehnané tehdejším pomocným biskupem brněnským Pavlem Konzbulem dne 17. dubna 2022. Ve věži je zavěšen zvon sv. Bartoloměj z roku 2008.

## Exteriér
Chrám se nachází na vyvýšeném místě v obci v těsném sousedství hřbitova. Vedle kostela stojí kamenný kříž z roku 1903.